# A Match and Some Gasoline
A Match and Some Gasoline is het vijfde studioalbum van de Amerikaanse punkband The Suicide Machines. Het album werd op 17 juni 2003 op cd uitgegeven door SideOneDummy Records. Met dit album laat de band het poppunkgeluid van de voorgaande twee studioalbums los en wordt de stijl weer meer beïnvloed door de hardcore punk en de ska-punk.
A Match and Some Gasoline is het eerste studioalbum dat The Suicide Machines via SideOneDummy Records heeft laten uitgeven. Het jaar daarvoor verliet de band het label Hollywood Records, onder welke de eerste vier studioalbums zijn uitgegeven. Het is eveneens het eerste album van de band waar basgitarist Rich Tschirhart aan heeft meegewerkt, die Royce Nunley verving nadat Nunley de band in 2002 verliet.

## Nummers
Op track 13 is een hidden track te horen, getiteld "The Floating World". Het album werd ook op cd in Japan uitgegeven, waar drie bonustracks op te horen zijn.
| A Match and Some Gasoline 1. "Burning in the Aftermath" - 1:36 2. "Did You Ever Get a Feeling of Dread?" - 1:40 3. "Keep it a Crime" - 1:04 4. "High Anxiety" - 2:01 5. "Your Silence" - 2:51 6. "The Change" - 1:38 7. "Invisible Government" - 0:52 8. "One More Time" - 2:04 9. "Beat My Head Against the Wall" - 1:18 10. "Seized Up" - 3:38 11. "Split the Time" - 1:58 12. "Kaleidoscope" - 2:05 13. "Politics of Humanity" - 8:55 | Japanse bonustracks 1. "Bleeding Heart" 2. "Sos" 3. "Permanent Holiday" |

## Muzikanten
Band
- Jason Navarro - zang
- Dan Lukacinsky - gitaar, achtergrondzang
- Rich Tschirhart - basgitaar, achtergrondzang
- Ryan Vandeberghe - drums

Aanvullende muzikanten
- Peter Knudson - slagwerk (tracks 11 en 12)